# José Balza
José Balza (Coporito, 17 de desembre de 1939) és un escriptor, assagista, crític i educador veneçolà.
Va publicar el seu primer llibre amb 26 anys, el 1965. Va treballar com a professor a la Universitat Central de Veneçuela i posteriorment a la Universitat Catòlica Andrés Bello. Va rebre el Premi Nacional de Literatura el 1991.
Ha publicat diversos llibres sobre teoria literària, així com sobre arts plàstiques, cinema, música i televisió. La seva obra ha estat traduïda a l'italià, francès, anglès, alemany i hebreu. Ha dictat cursos, seminaris i conferències en universitats, entre els quals destaquen: la Universitat Autònoma de Mèxic, la Universitat de Buenos Aires, la Universitat de Salamanca, la Universitat de Viena i la Universitat de Nova York.
Col·laborador assidu de revistes d'Amèrica llatina, els Estats Units i Europa. El 1984 va ser el presentador del programa de televisió Texto y Figura, transmès pels canals 5 i 8 de Veneçuela i pel Canal A, CUNY de Nova York.
Entre les seves novel·les, destaquen Marzo anterior (1965), Largo (1968), Setecientas palmeras plantadas en el mismo lugar (1974), D (1977), Percusión (1982), Media noche en video:1/5 (1988), Después Caracas (1995) i Un Hombre de Aceite (2008).
També ha publicat diversos llibres de contes: Órdenes (1970), Un rostro absolutamente (1982), La mujer de espaldas (1968), La mujer porosa (1996), El doble arte de morir (2008); i llibres d'assaig: Este mar narrativo (1960-87), Iniciales (1989), Espejo espeso (1997), Observaciones y aforismos (2005), Ensayos crudos (2006). Gran part de la seva obra ha sigut publicada per Monte Ávila Editores.

## Obra

### Novel·la
- 1965 - Marzo Anterior. Tucupita: Club de Leones, 1965.
- 1968 - Largo. Caracas: Monte Ávila, 1968.
- 1974 - Setecientas palmeras plantadas en el mismo lugar. Caracas: Síntesis Dos Mil, 1974.
- 1977 - D. Caracas: Monte Ávila, 1977
- 1982 - Percusión. Barcelona: Editorial Seix Barral, 1982. Nuevas ediciones en Bogotá: Tercer Mundo Editores (1991), Caracas: Biblioteca Ayacucho (2000), Sevilla: Paréntesis (2010) y Madrid: Ediciones Cátedra (2022).[2]
- 1988 - Medianoche en video: 1/5. México: Fondo de Cultura Económica, 1988.
- 1995 - Después Caracas. Caracas: Monte Ávila, 1995. [Segunda edición corregida por el autor para Alfaguara Caracas, (2009)].
- 2008 - Un hombre de aceite. Caracas: Bid&Co. Editor, 2007.

### Relat
- 1967 - Ejercicios narrativos (Primera serie)
- 1970 - Órdenes: ejercicios narrativos 1962-1969
- 1976 - Ejercicios narrativos
- 1982 - Un rostro absolutamente: ejercicios narrativos (1970-1980)
- 1986 - La mujer de espaldas (Ejercicios holográficos)
- 1989 - El vencedor: ejercicios narrativos
- 1996 - La mujer Porosa (Ejercicios Narrativos 1986-1996)
- 1997 - La mujer de la roca
- 1999 - Narrativa Breve
- 2000 - Un Orinoco fantasma (Editat a Salamanca, España)
- 2001 - La mujer de la roca (y otros ejercicios narrativos). (Editat a Tenerife, España)
- 2008 - El Doble Arte de Morir
- 2010 - Los peces de fuego (Ejercicios narrativos)

### Assaig
- 1969 - Narrativa: instrumental y observaciones
- 1969 - Proust
- 1973 - Lectura transitoria
- 1976 - Los cuerpos del sueño
- 1977 - Alejandro Otero
- 1981 - Jesús Soto, el niño
- 1982 - Antonio Estévez. Ensayo
- 1983 - Análogo, simultáneo
- 1983 - Transfigurable
- 1985 - Un color demasiado secreto
- 1987 - Este mar narrativo. Ensayos sobre el cuerpo novelesco
- 1987 - El fiero (y dulce) instinto terrestre
- 1989 - Iniciales: anuncios de la teoría literaria en América Latina
- 1993 - Anuncios de la teoría literaria en América Latina, 1600-1700
- 1994 - Ensayos invisibles
- 1995 - Literatura venezolana de hoy. (coautor)
- 1995 - Narrativa Venezolana attuale. (coautor)
- 1997 - Espejo espeso
- 1997 - Iniciales: : (siglos XVII y XVIII)
- 2002 - Bolero: Canto de cuna y cama
- 2005 - Observaciones y aforismos
- 2006 - Ensayos crudos
- 2008 - Pensar a Venezuela
- 2013 - Los siglos imaginantes
- 2015 - Ensayo y sonido
- 2017 - Play B

### Antologies
- 1983 - Cuentos. Antología. (Editat a la Habana, Cuba)
- 1989 - El vencedor (Antología)
- 1992 - Ejercicios narrativos. Antología (Editat a México)
- 1992 - Tres ejercicios narrativos: Marzo anterior, Largo, setecientas palmeras plantadas en el mismo lugar
- 2001 - Obras selectas. Ensayos. Fulgor de Venezuela
- 2004 - Obras selectas. Cuentos. Un Orinoco fantasma (ejercicios narrativos)
- 2004 - Caligrafías. Ejercicios narrativos 1960-2005 (Editat a Madrid)
- 2016 - Trampas (ejercicios políticos y otros relatos): antología
- 2020 - Ciudad en ciudades (Ejercicios narrativos). (Editat a Colombia)